# Lestidiops
Lestidiops is een geslacht van straalvinnige vissen uit de familie van barracudinas (Paralepididae). Het geslacht is voor het eerst wetenschappelijk beschreven in 1916 door Hubbs.

## Soorten
- Lestidiops affinis (Ege, 1930)
- Lestidiops bathyopteryx (Fowler, 1944)
- Lestidiops cadenati (Maul, 1962)
- Lestidiops distans (Ege, 1953)
- Lestidiops extrema (Ege, 1953)
- Lestidiops gracilis (Ege, 1953)
- Lestidiops indopacifica (Ege, 1953)
- Lestidiops mirabilis (Ege, 1933)
- Lestidiops neles (Harry, 1953)
- Lestidiops pacificus (Parr, 1931)
- Lestidiops ringens (Jordan & Gilbert, 1880)
- Lestidiops similis (Ege, 1933)
- Lestidiops sphyraenopsis Hubbs, 1916
- Lestidiops sphyrenoides (Risso, 1820)